# Coyotas
Une coyota est un biscuit de grande taille, plat et traditionnellement rempli de sucre brun. Cependant, il y en a de variantes remplies de goyave, caramel, chocolat, fraise, jamoncillo (sucreries de lait), pêche et ananas.
Les coyotas furent conçues en 1954 à Villa de Seris, un quartier d'Hermosillo. Aujourd'hui, on les trouve partout dans le monde. Aux États-Unis, par exemple, la plupart des supermarchés mexicains en vendent.

## Origines
Selon leur inventeuse, María Ochoa González, c'est une recette qui lui avait été donnée par Agustina de Araiza, une de ses voisines espagnoles dans les années 1950, qu'elle aurait adaptée et nommée "coyota" qui en argot local voulait dire "fille d'indien et d'espagnole". Une "coyota" est une métisse (d'héritage espagnol et natif) de peau sombre et pleine de grâce.
C'est la maladie de son mari qui a poussé Dona Maria Ochoa González à trouver du travail pour nourrir ses huit enfants et six petits-enfants. Elle 
a commencé à faire des coyotas et de les vendre dans le quartier. Ce qui était une activité temporaire a connu un tel succès qu'elles sont désormais le dessert emblématique de Sonora et leur fabrication est devenue une industrie qui génère plus de 500 emplois directs et indirects à Hermosillo même.
Elles sont d'abord devenues populaires dans le village de "Villa de Seris" qui avait été fondé un siècle auparavant par les amérindiens de l'ethnie Conca’ac et qui a fini par n'être plus qu'un quartier d'Hermosillo.
Alfonso Durazo, le beau-frère de María Ochoa González (on le surnomme aujourd'hui« El rey de la carne asada » (le roi de la viande rôtie)), y tenait son premier grill et avait pris l'habitude d'en offrir à ses clients en complément de leur commande de viande.

## Ingrédients
- De la farine de blé tout usage.
- De l'eau.
- Du sel.
- De graisse végétale alimentaire.
- Du piloncillo (sucre brun mexicain fait de mélasse - "sucre roux entier" en France)[1].

## Préparation
Tout d'abord, tous les ingrédients se mélangent. Ensuite, de la graisse alimentaire et de l'eau s'ajoutent au mélange pour épaissir la consistance. La pâte est alors moulée en petites boules qui sont ensuite remplies selon le goût des consommateurs. Puis elles se cuisent au four à 190,5 °C pendant environ 15 minutes.
Les coyotas sont généralement accompagnés de lait, café, chocolat chaud ou thé. Parfois même surmonté de crème fouettée.

## Sources
- (es) Cesar, « Coyotas, delicia sonorense », sur MXP, Sabores de México, México Paraiso, 12 avril 2019.
- (en-US) « Coyotas : The Daugnters of Indigne », sur Biscuit people (consulté le 1er juillet 2021).
- (es) « Historia de unas ricas galletas dulces, las Coyotas de Sonora », sur historiacocina.com (consulté le 16 novembre 2017).
- (es) Marcelo Beyliss, « `Coyotas`, dulce negocio en beneficio de sonorenses », sur El Universal, El Universal, Ciudad de México, Compañía Periodística NACIONAL S.A. de C.V., 5 septembre 2002.
- (es) Ulises Gutiérrez Ruelas, « Coyotas, postre tradicional que cambió la historia de Hermosillo », sur La Jornada, La Jornda, Ciudad de México, DEMOS, Desarrollo de Medios, S.A. de C.V., 28 février 2008.